# Вузькоколійна залізниця Антонівка — Зарічне

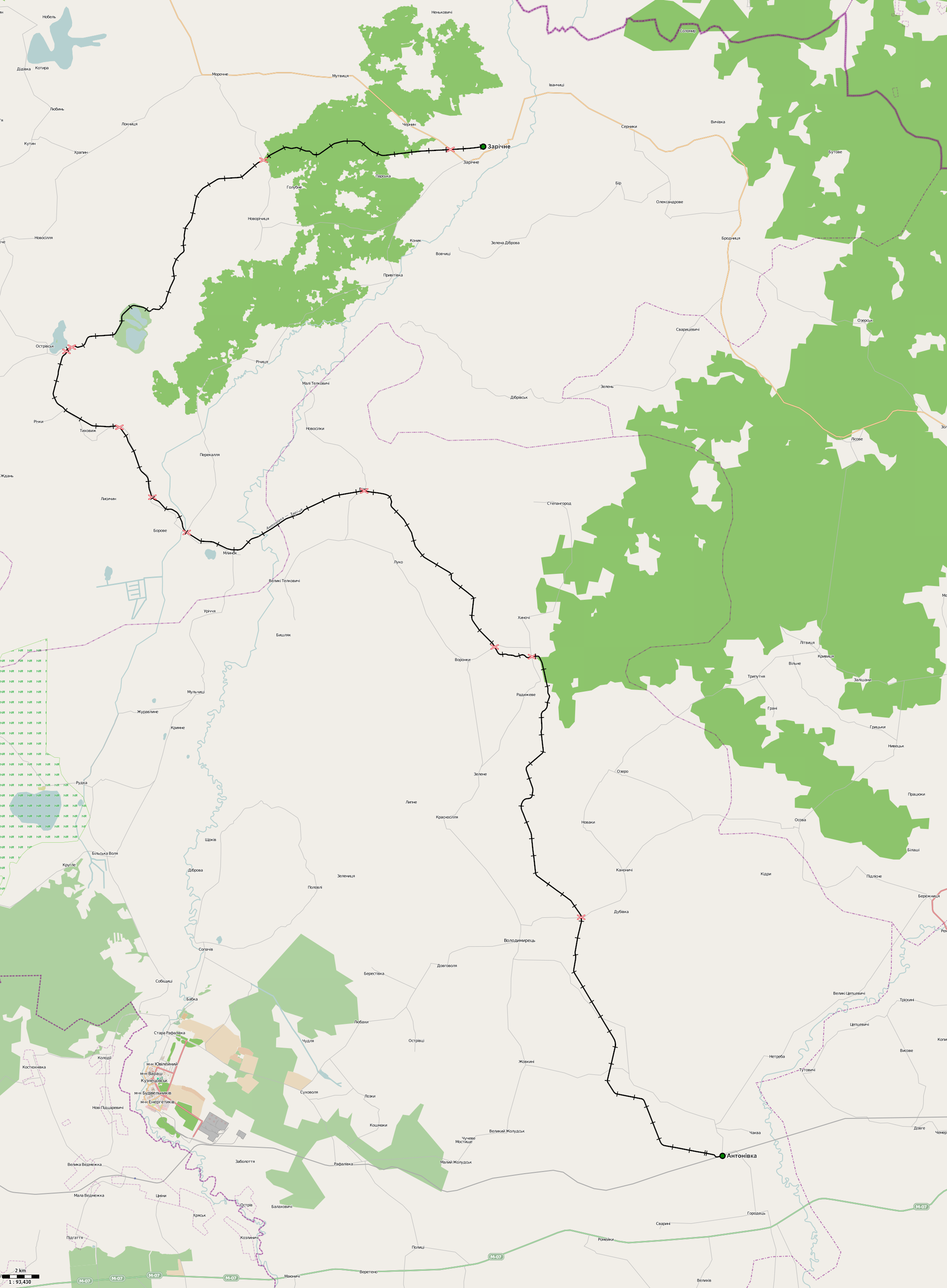
Залізниця Антонівка — Зарічне на мапі Рівненської області

Вузькоколійна залізниця Антонівка — Зарічне — одна з трьох діючих в Україні вузькоколійних залізниць з пасажирським рухом (дві інші: Рудниця — Голованівськ та ділянка Виноградів — Іршава так званої Боржавської залізниці). Довжина залізниці — 106 км.
Вузькоколійну залізницю Антонівка — Зарічне в народі називають «Поїздо́к» або «Кукушка» начебто за те, що до тепловозів серії ТУ тут використовували тепловози серії КУ. В ЗМІ також побутує назва «Поліський трамвай», «Поліська вузькоколійка», «Трансполіська магістраль».

## Історія
Точна дата початку будівництва залізниці невідома, орієнтовно — 1895 рік. Спершу вузькоколійка призначалася для вивезення деревини. Тоді була побудована гілка від Антонівки до станції Кухітська Воля. Лісовозна залізниця особливого стратегічного значення набула під час Першої світової війни, тож було відкрито ще гілку Хиночі — Дубровиця — Висоцьк. За деякими даними, вузькоколійкою доправляли тоді також і торф.
Уряди УНР та гетьманату протягом свого недовгого володарювання на Поліссі жодним особливим чином «Поїздо́к» не використовували. Натомість впродовж 1919—1939 років цим активно займалися польська влада — на Захід возили ліс, дьоготь, смолу, картопляний спирт. У цей час вузькоколійка мала польський рухомий склад.
Під час Другої світової війни була зруйнована (також є дані про використання вузькоколійки німцями, які проклали гілку на Кухітську Волю). Перші ділянки залізниці були відновлені орієнтовно 1946 року. Вона належала Народному комісаріату шляхів сполучення (НКШС), згодом Міністерству шляхів сполучення (МШС). Ділянку Хиночі — Дубровиця так і не відновили, за іншими даними — закрили у 1950-х рр. Була також лінія Дубровиця — Висоцьк (19 км). Діючу ділянку Антонівка — Кухітська Воля 1957 року передали Сарненському ліспромгоспу на 10 років.
У цей час основним вантажем була деревина, заготовлювана в районі Хиночі і Білого. Тоді ж побудували ділянку Тиховиж — Локниця (17 км), а незабаром розібрали ділянку Тиховиж — Кухотська Воля. Можливо, були також тимчасові гілки і «вуса» до місць лісозаготівлі.
1967 року вузькоколійку повернули у структуру МШС, а 1968 року, з побудовою 18 км ділянки Локниця — Зарічне, вона отримала свій сучасний вигляд. У 1970—1980-х роках парову тягу замінили на тепловозну (у різний час працювали тепловози ТУ2 під номерами 039, 044, 050, 062, 070), а старі вагони Pafawag — на нові ПВ-51, виробництва Демихівського заводу (Московська область, РФ). В Антонівці побудували нове депо, а також перевантажувальний (з вузької колії на широку) комплекс з великим козловим краном. Вантажний рух тоді був досить жвавим, перевозив вантажі підприємств Зарічного, сушильного заводу в Острівську та інші місця. Новий рухомий склад (переважно вантажні вагони) надходив з Демихова до кінця 1980-х рр.
Економічна криза 1990-х роках припинила вантажний рух. Майже всі тепловози були порізані, постало питання про закриття залізниці. Але оскільки для багатьох населених пунктів вузькоколійка є фактично єдиним зв'язком зі світом, вона функціонує й досі.
Місцевість, через яку проходить залізниця, дуже мальовнича: ліси, поля, болота, озера — тому тепер вузькоколійкою проводять екскурсії для українських та іноземних туристів.
У мультимедійному проекті 2007 року «Сім чудес Рівненщини» вузькоколійна залізниця Антонівка — Зарічне посіла 1-е місце.
Спеціальний проєкт Володимирецької та Зарічненської районних рад під умовною назвою «Поліський трамвай» став переможцем Всеукраїнського конкурсу проектів і програм місцевого самоврядування (2008). Його кошторисна вартість — 730 тис. гривень. Коштом проєкту створено сайт, видано рекламну продукцію, провели в Антонівці фестиваль «Бурштиновий шлях», відкрили музей вузькоколійки. Планують створити в Антонівці вагони-готелі для туристів. Кожну з 15 зупинок буде оригінально облаштовано. Наприклад, у Володимирці буде бурштиновий музей просто неба, а в новій церкві Каноничів — бурштиновий іконостас.
Наприкінці червня 2010 року масштабно відсвяткували 115-ту річницю вузькоколійки. На урочистостях в Антонівці були присутні численні представники еліти Рівненщини та закордонні гості.
З 18 березня 2020 року, під час карантину, який спричинила світова пандемія COVID-19, вузькоколійка «Кукушка» перебуває на межі зникнення.
Станом на 2021 рік «Укрзалізниця» відмовляється відновлювати роботу залізниці й здійснює свідомі кроки для прямого знищення цього унікального інфраструктурного об'єкта, який має величезне історико-культурне та господарське значення, а також суспільно-економічний, гуманітарний та туристичний потенціал. Згідно з офіційними заявами «Укрзалізниці» збитки «Поліської вузькоколійки» склали за 2020 рік 16 млн гривень. Її утримання є нерентабельним.
Однак, пасажирські перевезення на залізниці всюди у світі є нерентабельними, а вузькоколійка «Антонівка — Зарічне» є унікальним інфраструктурним об’єктом, значення якого для Полісся та України в цілому переоцінити просто неможливо.

## Рух потягів
З Антонівки до Зарічного щоденно о 07:02 вирушав пасажирський потяг, який, як правило, складався з тепловоза ТУ2 і 2-x, 3-х або 4-х вагонів ПВ-51. Потяг на посадку подавався шляхом осаджування рухомого складу на тупикову колію до пасажирської платформи, одразу біля будівлі антонівського вокзалу. Час у дорозі складав — 4 години 5 хвилин. Об 11:07 поїзд прибував на станцію Зарічне. Середня швидкість потяга складала — 26,5 км/год.
Під час руху потяг обов'язково здійснював три проміжні зупинки та проходив через 17 населених пунктів (включно з кінцевими зупинками). За словами очевидців, потяг може зупинитися «на вимогу». У зворотному напрямку від станції Зарічне потяг відправлявся о 12:25, прибуваючи в Антонівку о 16:30.
Розклад руху (станом на 16 серпня 2015 р.) наведено у таблиці:
| Прибуття | Стоянка | Відправлення | Роздільні пункти     | Відстань | Прибуття | Стоянка | Відправлення |
|          |         | ПОТЯГ № 6391 |                      |          |          |         |              |
| -        | -       | 07:02        | Антонівка            | 0 км     | 16:30    | -       | -            |
| -        | 1       | -            | Пл. 10 км            | 10 км    | -        | 1       | -            |
| 07:46    | 1       | 07:47        | Володимирець         | 18 км    | 15:45    | 1       | 15:36        |
| -        | 1       | -            | Пл. Андруга (Зелене) | 26 км    | -        | 1       | -            |
| -        | 1       | -            | Хиночі               | 35 км    | -        | 1       | -            |
| -        | 1       | -            | Пл. Воронки          | 40 км    | -        | 1       | -            |
| -        | 1       | -            | Пл. Луко             | 46 км    | -        | 1       | -            |
| 08:56    | 1       | 08:57        | Біле                 | 50 км    | 14:35    | 1       | 14:36        |
| -        | 1       | -            | Пл. Млинок           | 57 км    | -        | 1       | -            |
| -        | 1       | -            | Борове               | 61 км    | -        | 1       | -            |
| -        | 1       | -            | Пл. Перекалля        | 70 км    | -        | 1       | -            |
| -        | 1       | -            | Пл. Тиховиж 1        | 71 км    | -        | 1       | -            |
| -        | 1       | -            | Пл. Тиховиж 2        | 73 км    | -        | 1       | -            |
| 09:57    | 1       | 09:58        | Острівськ            | 75 км    | 13:30    | 1       | 13:31        |
| -        | 1       | -            | Пл. Локниця 1        | 84 км    | -        | 1       | -            |
| -        | 1       | -            | Пл. Локниця 2        | 87 км    | -        | 1       | -            |
| -        | 1       | -            | Пл. Морочне          | 94 км    | -        | 1       | -            |
| -        | 1       | -            | Пл. Парська          | 98 км    | -        | 1       | -            |
| 11:07    | -       | -            | Зарічне              | 106 км   | -        | -       | 12:25        |
|          |         |              |                      |          |          |         | ПОТЯГ № 6392 |

Вартість проїзду, станом на  серпень 2015 року, від Зарічного до Антонівки становила 16 гривень. Квитки для проїзду була можливість придбати тільки сівши в потяг у провідника.
За вказівкою додатково призначався потяг № 6991/6992, який відправлявся від Антонівки о 09:45, та від Зарічного о 15:40. Щосереди, у «базарний день», з потягом курсували два додаткові вагони.
Навесні 2020 року, із впровадженням карантинних заходів в Україні, робота вузькоколійної залізниці припинена. Перспективи її поновлення невідомі.

## Унікальний міст

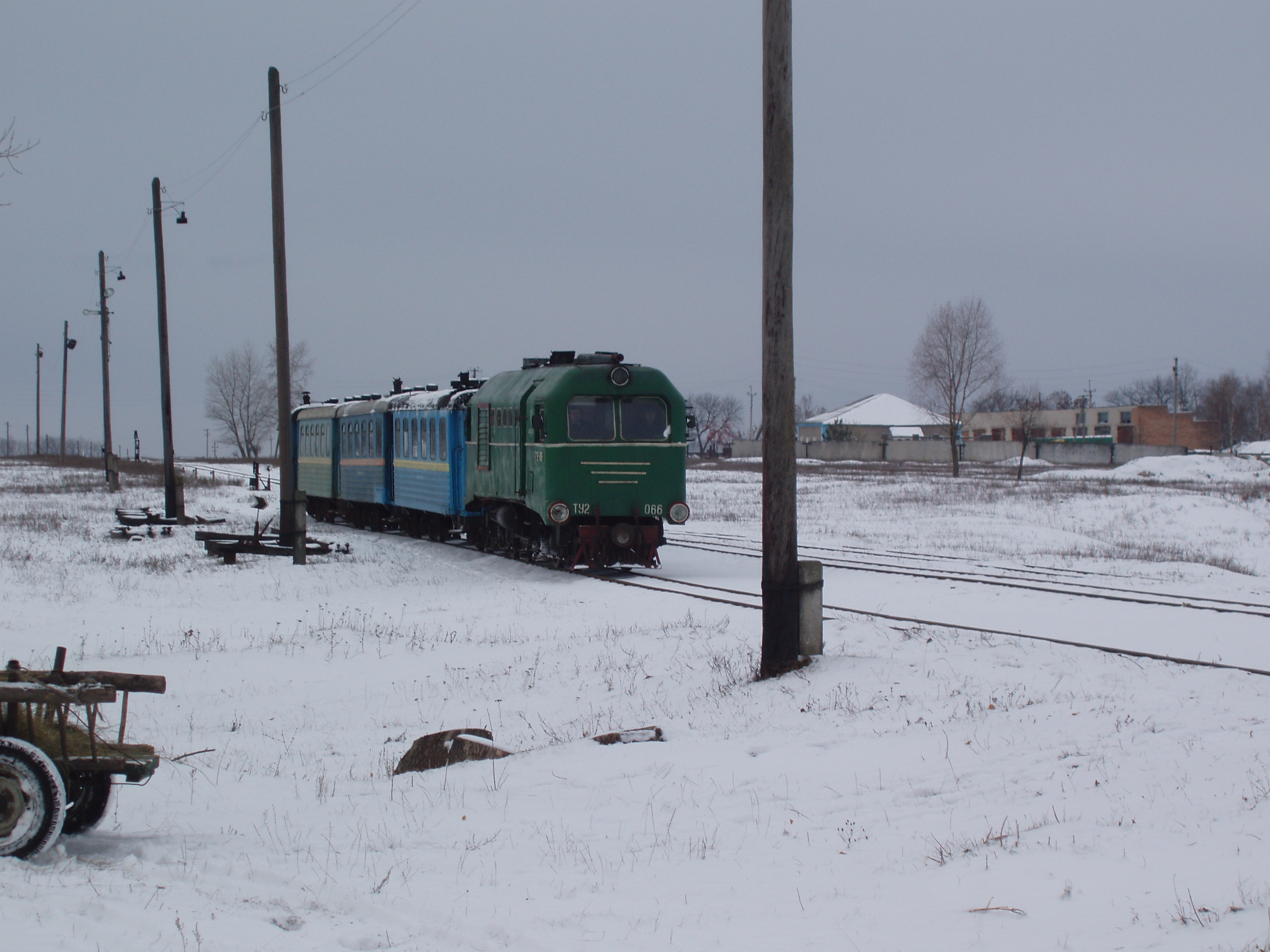
Прибуття потяга на станцію Зарічне

На перегоні Біле — Млинок є унікальний міст через річку Стир. Це єдиний великий дерев'яний залізничний міст в Україні та найдовший дерев'яний залізничний міст в Європі (довжина 153 м). Він з'єднує два райони — Володимирецький і Зарічненський. Коли Стир навесні розливається, потрапити на протилежний берег можна хіба що через цей залізничний міст.
Побудований 1906 року (інші дані — 1908 року). Опори дерев'яні, їх, здається, не змінювали з часів зведення мосту. Щоразу, коли потяг перетинає міст, його обов'язково зустрічає черговий.
Окрім цього мосту, на вузькоколійці є ще 30 невеликих мостів — усі дерев'яні. Загалом на всьому шляху 83 штучні споруди через річечки, канави та рови.

## Матеріально-технічна база

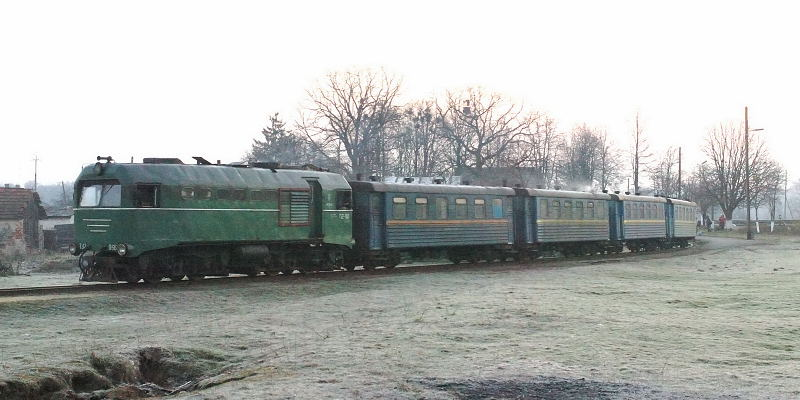
ТУ2 в Антоновці

Обслуговують залізницю тепловози ТУ2-062, ТУ2-066 (останній 2002 року передали з Берегового) та ТУ2-097 — з Луцької дитячої залізниці. Є ще тепловоз ТУ7А-0767, який належить шляхово-ремонтній бригаді. Ще два тепловози ТУ7А під номерами 3279 і 3280 списані і розібрані, їхні залишки стоять біля депо.
Вагонне господарство складається переважно з платформ і пасажирських ПВ-51. Є цистерна, яку не використовують, і снігоочисник. Колія перебуває в досить непоганому стані, що дозволяє поїздові на окремих ділянках розвивати швидкість до 40 км/год. На станціях використовують електрожезлову сигналізацію з діючими семафорами.
Рейки на перегоні лежать «музейні» — деякі 1902 року виготовлення.

## Сьогодення
Вузькоколійна залізниця виконує важливу соціальну роль. Для мешканців віддалених поліських сіл вузькоколійка — чи не єдине сполучення, через відсутність автомобільних доріг у болотистій місцевості. Для поліщуків це практично єдина можливість добратися до Сарн, Рівного чи столиці. Тутешні школярі їздять ним до шкіл та у Володимирецький районний колегіум, а студенти — у навчальні заклади по всій Україні. Володимирецький район розташований у 30-кілометровій зоні Рівненської АЕС, тому у випадку надзвичайної ситуації передбачено, що місцевих мешканців евакуйовуватимуть залізницею. Але у 2020-му, через Коронавірус ввели карантин, Укрзалізниця зупинила всі маршрути, але після зняття суворих заборон маршрут Антонівка-Зарічне не відновили через збитковість. Жителі Антонівки залишилися паралізованими й відрізаними від цивілізації. Активісти зверталися до керівництва УЗ з проханням відновити шлях, але компанія відмовилася. Тоді звернення надіслали до верхівки місцевого самоврядування, відповіді немає досі. Станом на 2021 рік вузькоколійний шлях Антонівка-Зарічне не працює, хоча між 2020 та 2021 британські та українські ентузіасти оплатили експериментальний рейс. Але рейс і надалі не працює.
Враховуючи, що це найдовша у Європі діюча вузькоколійка — це важливий туристичний об'єкт. Навесні та влітку залізницею люблять подорожувати іноземці з усього світу: поляки, німці, чехи, голландці, канадці, американці. З 2010 року найдовша в Європі діюча вузькоколійка є центром етно-тур-фесту «Бурштиновий шлях». За перші два роки тут побували понад 16 тисяч туристів. Попри це з року в рік ведуться розмови про закриття вузькоколійки. Залізничні начальники заявляють, що вона завдає збитків на п'ять мільйонів гривень.